# Bodonhely
Bodonhely è un comune di 328 abitanti situato nella contea di Győr-Moson-Sopron, nell'Ungheria nordoccidentale.